# ويليام كيلي (سياسي بريطاني)
ويليام كيلي (بالإنجليزية: William Kelly)‏ هو سياسي بريطاني، ولد في 21 يونيو 1874، وتوفي في 13 مارس 1944. حزبياً، نشط في حزب العمال. في الانتخابات العامة في المملكة المتحدة 1924 ‏، انتخب عضو برلمان المملكة المتحدة الـ34 عن دائرة روتشديل (29 أكتوبر 1924 – 10 مايو 1929) وفي الانتخابات العامة في المملكة المتحدة 1929 ‏، انتخب عضو برلمان المملكة المتحدة الـ35 عن دائرة روتشديل (30 مايو 1929 – 7 أكتوبر 1931) وفي الانتخابات العامة في المملكة المتحدة 1935 ‏، انتخب عضو برلمان المملكة المتحدة الـ37 عن دائرة روتشديل (14 نوفمبر 1935 – 12 يوليو 1940).